# Споменик Сељачкој буни
Споменик Сељачкој буни и Матији Гупцу је монументална вајарска композиција Антуна Аугустинчића. Споменик је завршен 1973. године, а налази се у спомен парку дворца Оршића код Горње Стубице.

## Изглед споменика
Споменик се састоји од два бронзана троугаона рељефна крила од по 40 метара дужине и 7.5 метара висине. На једном крилу је приказана битка код Стубичких Топлица, која је означила крај Сељачке буне из 1573. године, а на другом низ сцена из свакодневног живота у 16. веку. 
У оба рељефа налази се више од 300 ликова, а у средишњем делу стоји 6.5 метара висока фигура Матије Гупца, главног вође буне, који раширених руку симболично спаја два рељефа. Са стране се налази мала бронзана фигура Петрице Керемпуха.
Сарадници Антуна Аугустинчића на пројекту били су Иван Саболић, Вјекослав Рукљач, Владимир Херљевић, Никола Болчевић, Велибор Мачукатин, Лука Мусулин и Станко Јанчић.